# 月亮的小孩
《月亮的小孩》是台灣導演吳乙峰拍攝並於1990年出版上映的紀錄片。這部片以白化症者為拍攝對象，呈現他們如何在社會主流社群的歧視當中生活和尋找出路。曾代表台灣至加拿大、美國巴爾的摩，以及日本山形市參加國際紀錄片影展。
由於片長不符合當時電視台所訂的規格，吳乙峰於是至全台巡迴播映，超過400場次的播映紀錄也開啟紀錄片新的映演模式。《月亮的小孩》改變以往觀眾對紀錄片多與社會運動結合的印象(例如1980年代拍攝桃園機場事件一戰成名的的綠色小組)。吳乙峰以弱勢族群為拍攝對象，以感動人心為拍攝動機，創造新的紀錄片風貌。
李泳泉認為《月亮的小孩》在台灣紀錄片中有深遠的影響：
|          | 綜觀台灣紀錄片的發展，在形塑現今紀錄片風貌上，影響最深遠者，當推《月亮的小孩》／吳乙峰／全景映像工作室 |
| ——李泳泉 | |

## 劇情
吳乙峰訪問了許多白化症者的家庭，其中以吳國煌與蕭錦惠的婚姻為主線，從他們結婚到生產，紀錄了夫妻兩人、婆婆和友人朱勝賀等人對於生產的態度和想法。
影片一開始，觀眾聽見吳乙峰訪問一位女性(蕭錦惠)的聲音，畫面中不見人影只有漸漸放大的月亮，吳乙峰訪問的內容衝擊了觀眾平常對白化症者歧視的眼光，激起觀眾對白化症者的同理心。吳乙峰以蕭錦惠誓死要嫁給吳國煌的決心作為開場，不僅引起了觀眾的好奇心，影片特殊的處理方式也展現他對弱勢族群的尊重與關懷。
白化症者經常因為外表異於一般人遭致歧視，吳國煌和朱勝賀也都因此失去在工廠和銀行的工作，後來選擇從事按摩師的工作。湯雅玲和王晨琪則是受到同學的欺負和嘲笑。白化症者在台灣數量並不少，他們會舉辦白化者聯誼活動，彼此交流、訴說自己的故事，讓自己知道自己並不孤單。
劇情進展的最高潮在吳國煌和蕭錦惠的小孩即將出生時，大家都在猜到底生出來會是白頭髮(白化症)還是黑頭髮(不同於一般人是擔心到底是生男還是生女)。
片尾聲音的主角是另一名同樣想嫁給白化症者的女性。吳乙峰問她：「你希不希望跟你父母講一點話？」她立刻拒絕並開始哭泣，她說：「不要，因為他們從來不肯聽我說說我對他的感覺是什麼。」吳乙峰的紀錄片給了這些受訪對象一個發聲的管道，我們可以透過影片聽到他們內心的想法和委屈，而這些心聲平日裡被埋藏的真正原因，正是社會對白化症者的歧視所致。除了提供受訪者發聲的管道，吳乙峰隱藏片頭、片尾兩位女性的影像，也展現他對受訪者的關懷與尊重。

## 貢獻
由於片長不符合當時電視台所訂的規格，無法在電視頻道播放，吳乙峰遂採取全台巡迴放映的模式，在大學、社區尋找放映地點，並透過映後座談和觀眾面對面深度互動，結果影片在全台放映的次數超過400場，場場引發熱烈的討論，「吳乙峰旋風」席捲全台（李道明採訪200a:296-7;李泳泉2006：60-1）。全台巡迴放映也成為紀錄片新型態的映演模式。
《月亮的小孩》打破以往觀眾對紀錄片枯燥且以說明式影片的印象，而是像劇情片般有劇情進展的、賺人熱淚且感動人心的。。吳乙峰開創紀錄片的新形式，由於導演長期蹲點，觀眾可以在紀錄片中看見導演與被拍攝者像朋友般的互動，雙方的關係是平等的，改變了以往被拍攝者在鏡頭前被「剝削」的角色。被拍攝者可以透過鏡頭發聲，而不是透過影片「替他發聲」，展現高度的紀錄倫理自覺。。
井迎瑞認為：《月亮的小孩》不僅是開啟了紀錄片以弱勢族群作為再現對象的趨勢，同時也實踐了一個不同於旁白解說，長期蹲點、參與觀察、生活紀實，被視之為真實電影的再現模式。
|  | 《月亮的小孩》在美學形式，態度內容和製作方法等三方面都有著突破性的意義。─井迎瑞1990 |

## 獲獎紀錄
| 主辦單位                       | 獎項             | 受獎者/作品    | 結果     |
| ------------------------------ | ---------------- | -------------- | -------- |
| 1990第二屆金帶獎               | 紀實報導類優等獎 | 《月亮的小孩》 | 獲獎     |
| 1990日本山形國際紀錄片影展     |                  | 《月亮的小孩》 | 受邀參展 |
| 1992巴爾的摩國際公共電視觀摩展 |                  | 《月亮的小孩》 | 入選     |
| 1993第28屆金鐘獎               |                  | 《月亮的小孩》 | 參展     |
| 第十四屆加拿大班芙獎           |                  | 《月亮的小孩》 | 提名     |
| 1997亞洲新浪潮美國巡展         |                  | 《月亮的小孩》 | 受邀參展 |

## 外部連結
- 台灣電影網上《月亮的小孩》的資料（繁體中文）